# Châsse des rois mages
 (novembre 2019).
 (avril 2015).
La Châsse des rois mages de Cologne (en allemand Dreikönigenschrein) est un reliquaire conservé dans la cathédrale de Cologne. Il fut réalisé de 1180 à 1230 par l'atelier de Nicolas de Verdun et ses successeurs colonais.

## Fonction sacrée
La châsse de Cologne joue un grand rôle dans le culte rendu aux rois mages. En effet, l'empereur germanique Frédéric Barberousse, en campagne militaire à Milan, avait confié leurs reliques à l'évêque Rainald von Dassel. Ils les apportent ensuite à Cologne en 1164, où ils développent le culte des rois mages.
Son enveloppe, qui cache pour la plus grande partie de l’année les reliques aux yeux des fidèles, retranscrit de nombreux attributs de la sainteté. Ses matériaux, sa forme et son iconographie sont des constants rappels de son contenu ; quant à sa mise en scène, elle rappelle le pouvoir mystique qui s’en dégage. L’authenticité de la relique qui lui confère ses pouvoirs est également retranscrite dans le reliquaire. Cette enveloppe de métal inaltérable réhabilite les ossements dans leur statut de corpus inccoruptum, de même que le réemploi des pierres antiques sont la preuve de leur origine ancienne.
La pratique couramment attestée entre le XIe et le XIIe siècle, consistant à se placer sous les reliques afin d’espérer bénéficier de leur flux miraculeux, est un bon exemple de l’importance du reliquaire. Cette pratique était une reconstitution du miracle dit de l’imposition des mains durant lequel le saint parvenait à guérir en se plaçant au-dessus du malade. En se tenant au-dessous du reliquaire, et donc des reliques, le suppliant recréait ainsi la même relation avec le corps du saint, par une sorte de transposition consciemment ressentie. La châsse de Cologne a fait l’objet de telles pratiques comme le prouve la description de la procession organisée en 1322 à l’occasion de la translation des reliques dans le nouveau chœur gothique. Durant la procession, le reliquaire était précédé de seize autres châsses et de nombreuses haltes furent faites pour permettre aux fidèles de vénérer la relique et notamment de passer en dessous. Dans cette situation, et plus qu’à n’importe quelle autre, le reliquaire avait pour fonction de signifier le saint.

### Une construction visuelle de la sainteté (praesentia)

#### Les matériaux
Comme de nombreux reliquaires médiévaux, la châsse des rois mages de Cologne est faite d’une alliance de multiples matériaux précieux. Son âme de bois est recouverte d’or, d’argent, de cuivre repoussé et doré ainsi que d’émaux champlevés et cloisonnés. D’abondantes pierres précieuses ou semi-précieuses garnissent avec les gemmes et les camées antiques l’ensemble de la châsse. Seuls ces matériaux étaient jugés dignes de contenir son précieux dépôt. Mais, si l'on exprimait ainsi l’estime que l’on portait à la dépouille d’un saint, l’usage de l’or est bien moins anodin qu’il n’y parait.

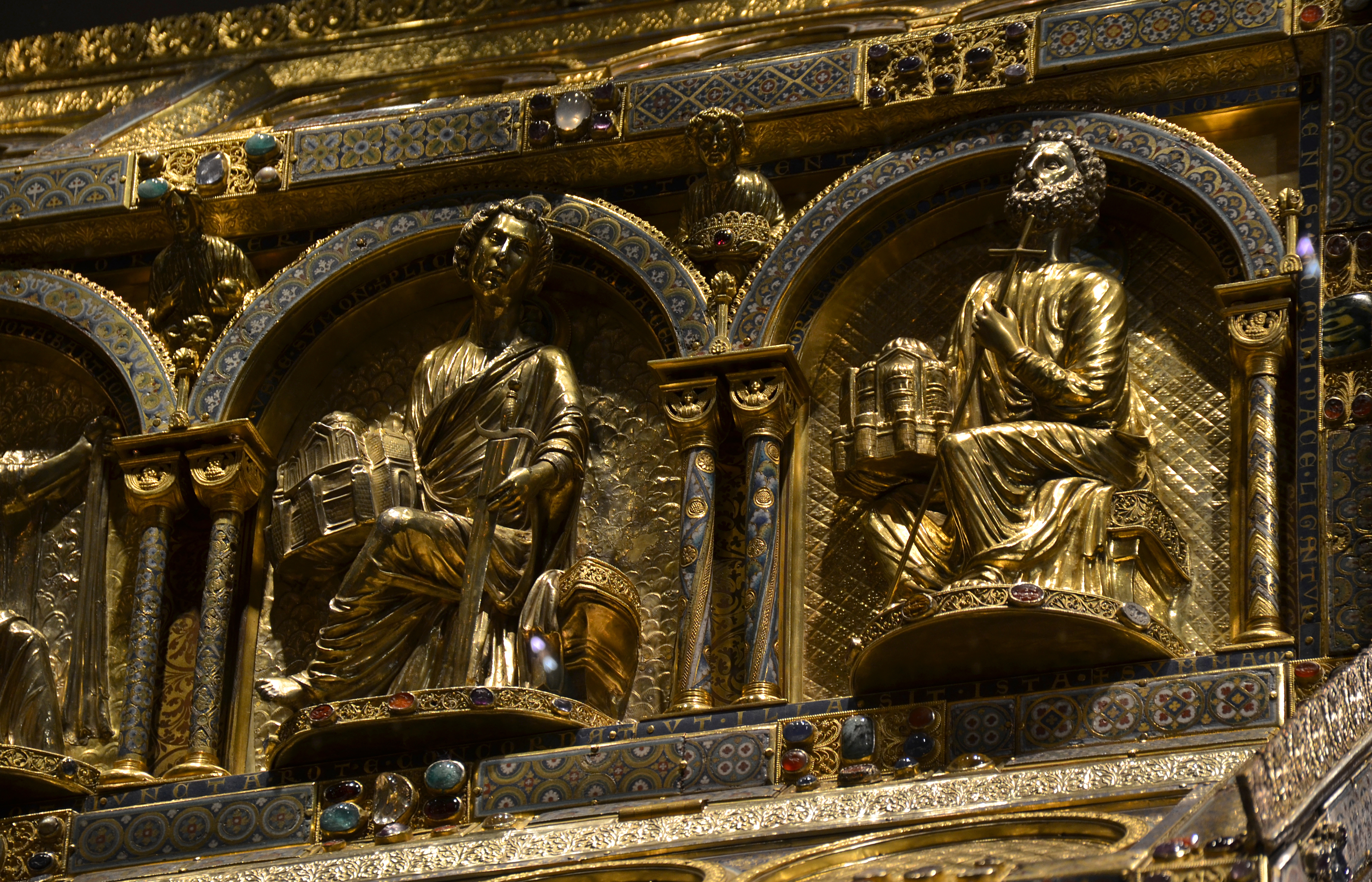
Détail d'un des côtés de la châsse.

Métal fabuleux, métal fétiche, l’or remplissait deux fonctions sociales au Moyen Âge : il était un instrument d’échange de même qu’un objet conférant prestige et puissance. Le prestige social était naturellement lié à sa possession et aux largesses que celui-ci permettait. Il était la marque du pouvoir, il rehaussait la beauté et glorifiait la vaillance. Son rôle symbolique était donc capital. Dans l’art médiéval en particulier, il était le synonyme de la spiritualité. L’or était le symbole du sacré. Il traduisait la splendeur d’un monde divin, figurait le ciel, auréolait les saints, symbolisait un lien de perfection, de richesse et d’éternité. Dans le cas de la châsse de Cologne, cela créait une sorte de distanciation montrant que ce n’était pas totalement les restes d’hommes terrestres, mais surtout ceux de saints faisant partie du royaume de Dieu.
La châsse des rois mages possédait au XIIIe siècle 222 pierres précieuses, semi-précieuses et camées antiques, dont seulement 138 sont encore en place. Aujourd’hui, c’est 304 qui y sont enchâssés. Les 166 pierres de différence correspondent à des rajouts effectués tout au long des siècles et dont la plupart (152) proviennent de restaurations récentes (1961 et 1973). Le premier plan d’interprétation de ces pierres précieuses voit généralement en elles de simples ornements contribuant à la préciosité de l’œuvre. Or, elles entretiennent aussi des relations étroites avec la notion même de sainteté. Très souvent de manière métaphorique, les saints sont désignés comme les « pierres vives » (lapides vivi) de la foi en Dieu. Les pierres précieuses, le cristal de roche n’étaient pas des masses inertes. Elles étaient porteuses de sens : leur couleur changeante, leur transparence ou la force de leur éclat étaient pour les hommes du Moyen Âge autant de propriétés qui leur conféraient des vertus surnaturelles. Par ces pouvoirs, de nombreuses légendes leur furent rattachées et les pierres devinrent ainsi semblables aux saints. Comme eux, elles avaient obtenu leurs vertus de Dieu. Leur utilisation sur cet objet liturgique était donc, au même titre que l’or, un élément qui signifiait aux fidèles le caractère sacré voir mystique de la relique.

#### Lumière et mise en situation
D’après un des documents recensés par R. Kroos, on apprend qu’en 1164, juste après leur arrivée, les reliques étaient fort probablement déposées au milieu de la nef de l’ancienne cathédrale, où un nouvel autel avait été érigé pour elles. Quand la châsse fut terminée aux alentours de 1230, un lustre-couronne fut suspendu au-dessus. Bien plus volumineux que celui des cathédrales de Hildesheim ou d’Aix-la-Chapelle, il pouvait supporter jusqu'à quatre-vingt-seize chandelles. L’explication de ce chiffre est trouvée dans l’Historia Scholastica de Petrus Comestor ; les 96 chandelles correspondent à la somme des douze Apôtres, des douze Prophètes et des soixante-douze disciples envoyés par Jésus pour répandre la Parole de Dieu (Luc, X, 1). Il est délicat de savoir si ce nombre avait un rapport iconographique avec sa position au-dessus de la châsse. Le lustre fut détruit par l’incendie qui ravagea l’ancienne cathédrale en 1248.

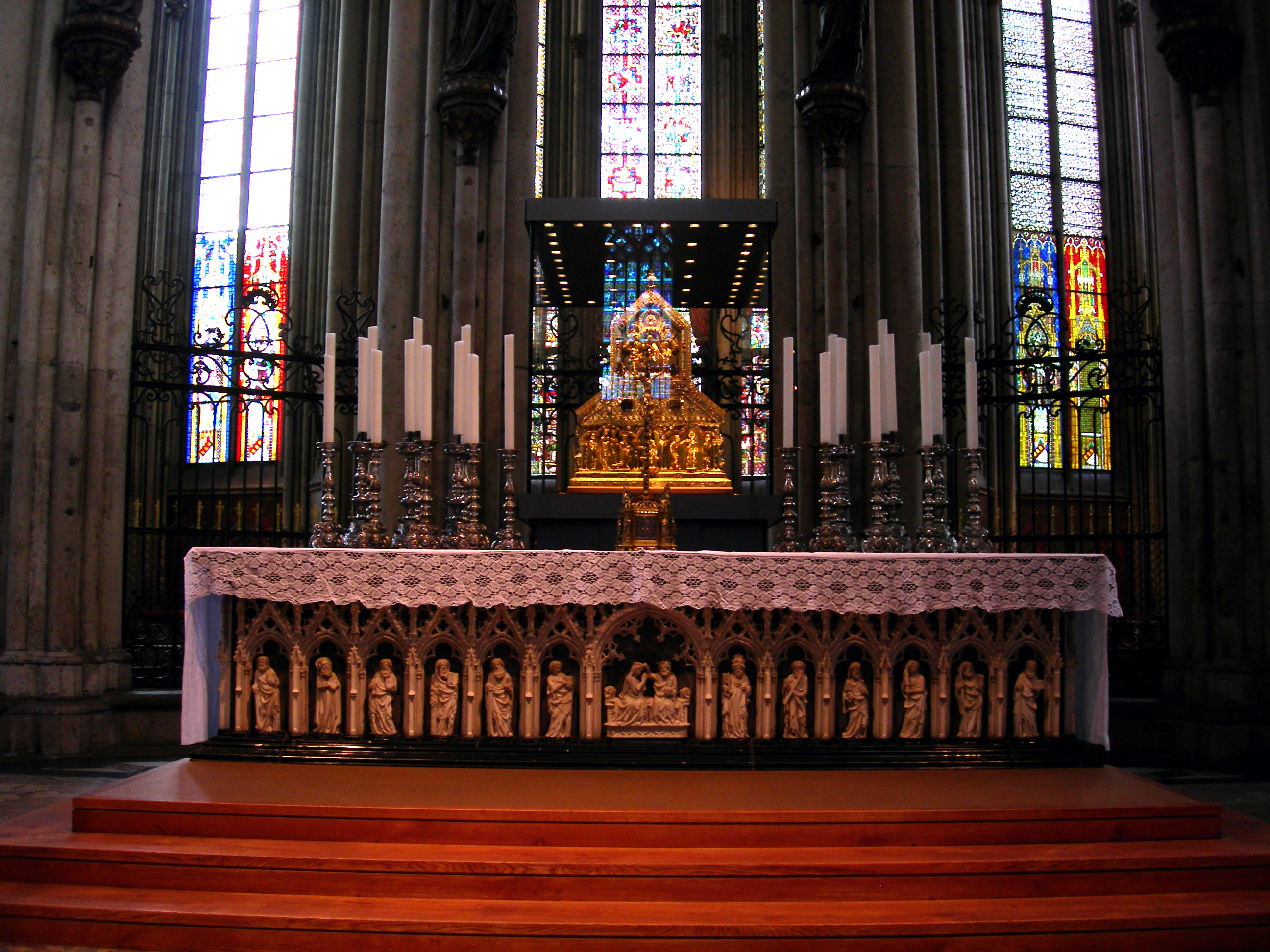
Présentation de la châsse au-dessus de l'autel (en 2010).

Depuis 2004, ces conditions primitives d’éclairement ont été restaurées, permettant aux touristes de s’identifier aux croyants d’autrefois. La chasse s'observe actuellement en pénétrant par le portail ouest de la cathédrale. 
Tous les spécialistes du culte s’accordent à dire que les saints[Lesquels ?], perçus comme des créatures du ciel, sont très souvent qualifiés d’êtres de lumière. Depuis des siècles, les artistes symbolisent la sainteté chrétienne grâce à la lumière émanant des corps et des visages. L’auréole ou le nimbe est la marque concrète de leur élection divine. Dans le langage courant, on dit[Qui ?] d’un saint que sa vie, ses paroles ou ses actions sont lumineuses et qu’il reflète la lumière de Dieu. Les récits tirés des pièces des procès de canonisation sont précis et circonstanciés. Globalement, ils rapportent le fait suivant : un ou plusieurs témoins ont observé une lumière éclatante, parfois aveuglante, émaner du corps d’une personne. Le sujet semble enveloppé de lumière comme le reliquaire d’or enveloppe de lumière ses restes.
Les trois rois mages, en tant que saints, possédaient, eux aussi, la lumière comme attributs. Les Écritures canoniques délivrent peu d'informations au sujet de ces trois personnages. Leur existence repose sur un seul texte extrêmement court dans l’Évangile de saint Matthieu (II, 7-16). À partir du VIe siècle, la légende embellit le texte évangélique trop sobre. Des miracles relatés dans différents manuscrits furent mis à l’actif des mages. Jean de Hildesheim en réalisa la synthèse au milieu du XIVe siècle, en écrivant Historia Trium Regum. Il expose que le trépas de chacun des trois rois fut annoncé par une lumière aveuglante provenant d’un astre extraordinaire. La dialectique de la lumière est également très présente sous la forme de l’étoile qui guida les mages vers le lieu de naissance du Christ. Décrite dans tous les récits de la Nativité, elle est qualifiée comme étincelante, autant dans l’Évangile de Mathieu que dans les différents récits apocryphes de l’Épiphanie : « Nous avons vu une étoile énorme qui brillait parmi ces étoiles-ci et qui les éclipsait au point que les autres étoiles n’étaient plus visibles. » (Protévangile de Jacques (XXI, 2). Si le statut de l’étoile, symbole crée et transitoire, fait l’objet de discussions[Lesquelles ?], son caractère lumineux, quelle que soit sa forme, n’est jamais remis en question[réf. souhaitée].
Dans ces conditions, l’utilisation de l’or et de ses propriétés réflectrices, ainsi que sa mise en situation dans la nef de la cathédrale donnent au reliquaire une dimension particulière. Tout d’abord, ce métal permet de signifier au fidèle qu’il est désormais en présence du sacré, mais il habille aussi littéralement de lumière les restes miraculeux afin de rappeler celle qui émanait des saints, comme celle qui guida les rois mages.

#### La forme
La forme de la châsse apporte, elle aussi, des éléments à la fonction du reliquaire. Sa forme architecturale n’est pas sans rappeler celle d’un édifice religieux chrétien. Elle se présente en quelque sorte comme une basilique miniature à trois nefs. La plupart du temps, cette forme est interprétée comme l’image de la Ville Sainte par excellence, la Jérusalem céleste. Cette notion chrétienne, issue du judaïsme, fait référence à l’Église qui descendra du ciel après la résurrection des morts pour le règne millénaire. Une sorte de Jérusalem nouvelle, comme l’image d’une église accueillant les croyants de toutes les races. Jean la décrit dans le chapitre XX de son apocalypse : « Et il m’a emporté en esprit sur une grande et haute montagne, il m’a montré la Ville sainte, Jérusalem qui descendait du ciel, d’auprès de Dieu, avec la gloire de Dieu. Son éclat pareil à une pierre très précieuse comme du jaspe cristallin. [...] La muraille est construite en jaspe et la ville en un or pur pareil à du verre pur. Les assises de la muraille sont faites de toutes pierres précieuses. […] La ville n’a pas besoin que brillent le soleil ni la lune, car la gloire de Dieu l’a illuminée et sa lampe c’est l’agneau. Les nations marcheront à sa lumière, et les rois de la terre lui apportent leur gloire. » (Jean, XXI, 10-27). L’aspect du reliquaire comme celui de nombreuses autres châsses rhénanes fait référence à cette description. Cela crée un parallèle entre le reliquaire servant de sarcophage terrestre et la Jérusalem Céleste qui sera au jour du Jour du jugement la dernière demeure des rois mages comme celle de tous les saints.
Cette notion de tombeau se retrouve également dans une autre interprétation de la forme de la châsse. En effet, le pignon du revers laisse entrevoir une autre structure architectonique composée de deux sarcophages placés côte à côte dont le faîte est surmonté par un troisième. Cet agencement est sans équivalent à ce jour, car la majorité des grandes châsses médiévales évoquent seulement un seul sarcophage. Cette forme est très courante dans la région du Rhin et de la Meuse car quelle que soit sa taille, elle rappelle le statut du saint qui est un avant tout mort glorieux. Seul l’autel reliquaire de l’abbaye de Saint-Denis, aujourd’hui disparu, possédait une forme semblable et des dimensions aussi imposantes. Concernant la châsse de Cologne, la cause de cette augmentation de volume serait peut-être dû au contenu même de la châsse. En effet, selon une source des débuts du XIIIe siècle, la châsse ne renfermait pas seulement les reliques des mages, mais également celles des saints Félix et Nabor ainsi que celles de Grégoire de Spolète. Selon la légende, Felix et Nabor, soldats Maures dans l’armée de Maximien, furent martyrisés aux environs de 303 apr. J.-C. Leur culte a été instauré à Milan, où leurs restes furent préservés jusqu’au jour de leur translation à Cologne en 1164. Ils sont anachroniquement représentés sur la châsse en croisés du XIIIe siècle vêtus de cotte de mailles. Quant aux reliques de Grégoire de Spolète, prêtre martyrisé sous le règne du même empereur aux alentours de 304 apr. J.-C., elles furent transportées à Cologne sous l’archevêque Bruno (953-965 apr. J.-C.) et transférées dans la châsse en même temps que celle des trois rois. Selon la même source du XIIIe siècle, les reliques des rois mages étaient conservées dans les petits sarcophages du bas et que celles d'autres saints dans celui du haut. De cette manière, la forme du reliquaire de Cologne entretient aussi un lien étroit avec les reliques qui[Quoi ?] figure leur abondance ainsi que leur dernière demeure, qu’elle soit terrestre (les sarcophages) ou céleste (forme basilicale).

#### Programme iconographique
Le programme iconographique fait lui aussi partie de cet ensemble d’éléments qui donnent au reliquaire des rois mages une transcription visuelle de la sainteté. Ce programme qui s’étend sur de grandes dimensions a été minutieusement décrit, identifié et analysé par de nombreux historiens d’art[Lesquels ?].

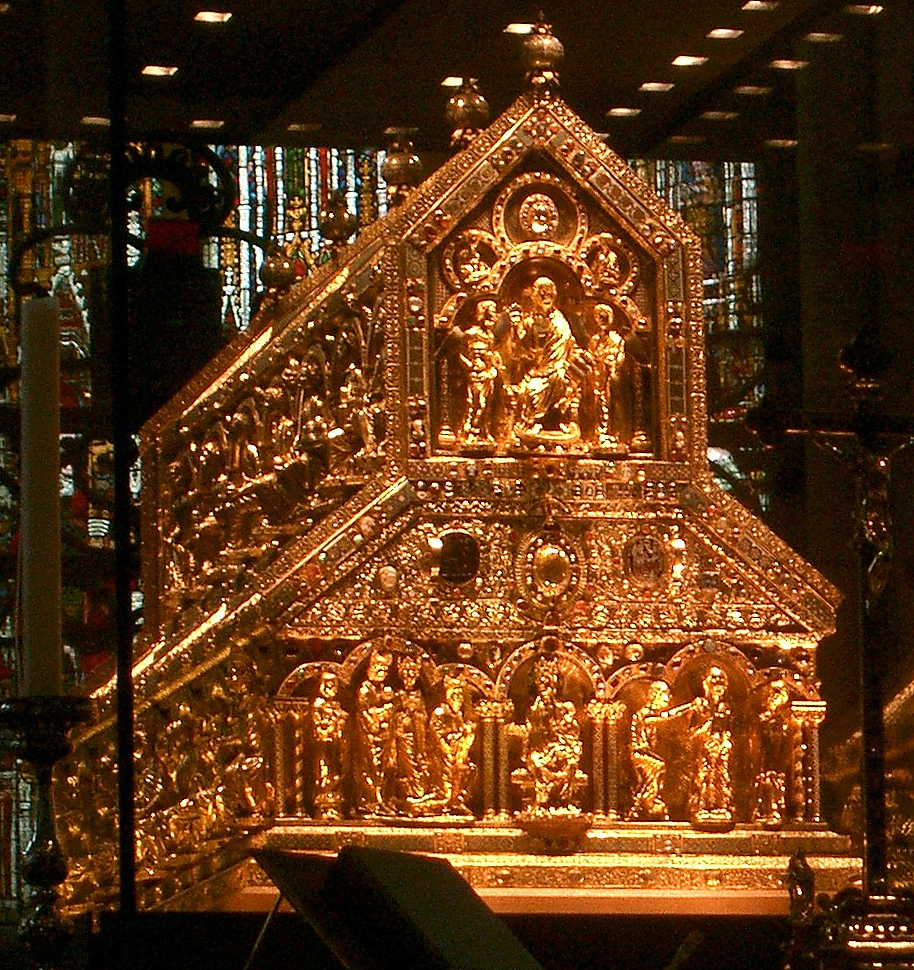
Pignon central. En haut, le Christ entouré d'anges. En bas, la Vierge avec à droite la Baptême, à gauche les rois mages et Othon IV en procession.

La vierge Marie, Mère de Dieu trône au centre du pignon central. À sa gauche sont représentés les trois rois mages apportant leurs offrandes. Un quatrième personnage non couronné, identifié comme Otton IV⁣⁣, suit leur procession. Le baptême est représenté à la droite de la Vierge. Le Christ du Jugement domine l’ensemble du pignon. Il trône entouré des deux anges portant les ustensiles eucharistiques et une couronne. Au-dessus, les archanges Gabriel, Michel et Raphaël (Michel a été remplacé en 1684 par une topaze) portent les instruments de la Passion. Sur le premier niveau des deux bas-côtés sont représentés sous une série d’arcades trilobées douze prophètes de l’Ancien Testament au milieu desquels les rois David et Salomon. Dans les écoinçons étaient autrefois placés des bustes des Vertus qui s’incarnent dans le Christ (aujourd’hui placés au second niveau). Sur les versants du toit qui les surmontent, étaient autrefois représentés en complément, des scènes de la vie du Christ et de sa glorification. Elles ont aujourd’hui disparu. Au niveau supérieur, sous les mêmes arcades, les douze apôtres ainsi qu’un chérubin et un séraphin forment une assemblée assistant le Christ lors du Jugement dernier et proclament la Bonne Nouvelle. Ils tiennent en leurs mains des villes miniatures symbolisant leur siège épiscopal. Les scènes des versants du toit, elles aussi disparues, représentaient des visions relatives aux événements de la fin du monde et du Jugement dernier. Le cycle se poursuit sur le second pignon avec au premier niveau à gauche, la Flagellation surmontée d’anges et d’une personnification de la Patienta. La scène de droite représente la Crucifixion du Sauveur surmontée par Sol, Luna et un ange. Ces deux événements sont séparés par l’effigie du prophète Isaïe. Au-dessus, dans le triangle formé par les deux pignons et l’étage supérieur, Rainald von Dassel, translator des reliques, apparaît à mi-corps. À l’étage supérieur, au-dessus du Christ couronnant les deux martyrs Felix et Nabor, les trois vertus théologales fides, spes et caritas.
Avant même une signification théologique, ce programme n’est que constant rappel du caractère sacré de la relique. Ces images désignent le contenu du reliquaire et en nourrissent le commentaire liturgique, doctrinal ou dévot. Les différents épisodes de l’Histoire sainte, la représentation des anciens prophètes et des évangélistes sont là pour rappeler aux fidèles, au même titre que l’or ou la lumière qui s’en échappent, le caractère sacré de cette châsse. Les représentations des rois mages, de saint Félix et de saint Nabor sont présentes afin d’indiquer son contenu. Les scènes de la Passion du Christ sont, quant à elles, une sorte d’archétype des martyrs endurés par les saints.
Il est cependant étonnant de constater à quel point, contrairement à la plupart des grandes châsses rhénanes, les saints contenus dans le reliquaire sont peu présents dans ce programme iconographique. En effet, les rois mages et les saints Félix et Nabor n’apparaissent qu’une seule fois sur l’ensemble du programme et Gregor de Spoleto en est absent. On constate habituellement sur la plupart des châsses que les longs côtés sont certes réservés aux figures bibliques, mais que les pans du toit contiennent des scènes de la vie du saint et plus particulièrement ses faits miraculeux. Les pignons sont quant à eux fréquemment réservés au Christ ou à Marie ainsi qu’au(x) saint(s) dont les ossements sont sauvés, mais ils ne s’étendent pas autant que sur le reliquaire de Cologne. C’est le cas, par exemple, du reliquaire de Saint Héribert conservé dans l’église Saint-Héribert à Cologne (1160-1170) ou encore de la châsse de Charlemagne conservée dans la cathédrale d’Aix-la-Chapelle (1185-1215). L’abondance du programme iconographique de la châsse des rois mages est due à une volonté marquée de magnificence. Durant les siècles d’apogée de l’orfèvrerie rhénane, une forte concurrence existait entre les différentes villes pour la possession du plus beau reliquaire. La ville de Cologne, carrefour commercial, centre économique et important lieu de pèlerinage, se devait de posséder un reliquaire à sa mesure.
Cependant, la complexité du programme iconographique, et notamment l’absence de représentation hagiographique, est une des conséquences du rôle « politique » attribué aux reliques.

### Construction visuelle de l’authenticité (potentia)
Tant qu’il reste anonyme, un ossement en vaut un autre. Ce qui fait de lui une relique (et lui donne donc son pouvoir mystique), c’est son authenticité. Elle l’identifie en garantissant son origine divine. Attestée en premier lieu par une reconnaissance sociale, l’authenticité de la relique est confortée ensuite par une reconnaissance institutionnelle, celle de l’évêque du lieu. Dans le cas de la châsse de Cologne, il est fort probable que les ossements qu’elle contient ne sont pas ceux des mages. Il ne s’agit pas ici de savoir si ces reliques sont authentiques ou non, mais de savoir comment elles pouvaient passer pour telles aux yeux des hommes du Moyen Âge.

#### Incorruptibilité
Avant d’être une qualité de l’âme ou un état spirituel, la sainteté, dans la mentalité commune médiévale, est d’abord une énergie (virtus) qui se manifeste à travers un corps. Sa présence est perçue d’après un certain nombre d’indices d’ordre physiologique. Le signe le plus important est l’incorruptibilité du corps et des restes du saint, soit le corpus incorruptum. Une fois que la vie s’est retirée du corps, celui-ci devient « tendre comme une chair d’enfant », en opposition bien sûr avec la raideur naturelle des cadavres. Ceci constitue un premier signe de leur élection divine. Et, une fois inhumé, il ne se décompose pas.
Les rois mages, en tant que saints, n’échappent pas à cette règle. Plusieurs sources écrites, contemporaines de la translation des reliques, parlent de l’incorruptibilité des corps des trois rois mages. L’historien Guillaume de Newburg, mort en 1208, rapporte dans Rerum anglicarum libri quinique une version de la découverte des reliques. Pendant le siège de Milan par Frédéric Barberousse, les Milanais décidèrent de raser les faubourgs de la ville dans la crainte qu’ils ne soient utiles aux assiégeants. En démolissant un antique monastère situé hors les murs, ils découvrirent, parmi les ruines de l’abbatiale, les reliques identifiées comme celles des trois rois qui avaient adoré le Christ au moment de sa naissance. Il décrit leurs corps comme intacts et leurs cercueils entourés d’un cercle doré, comme si l'on avait voulu ne jamais les séparer. Un autre récit contemporain de la translation fait état de la même conservation des corps. Il s’agit de la chronique de Robert de Thorigny rédigée aux environs de 1182 : « En 1164, Renaud transféra les corps des trois rois mages de Milan à Cologne. Les corps qui avaient été embaumés étaient intacts, même la peau et les cheveux ». Le chroniqueur qui affirme les avoir vus ajoute que les mages semblaient être âgés de quinze, trente, et soixante ans.
Mais, cette reconnaissance unanime exigeait une mise en scène matérielle et imagée. C’est ici que le reliquaire intervient une fois de plus. En lui offrant une enveloppe de métal « inaltérable » il donne à la notion corpus incorruptum une dimension esthétique concrète, présente devant les yeux du fidèle et qui ne relève plus seulement du monde des idées, de visions ou simplement d’une narration hagiographique.

#### Origine

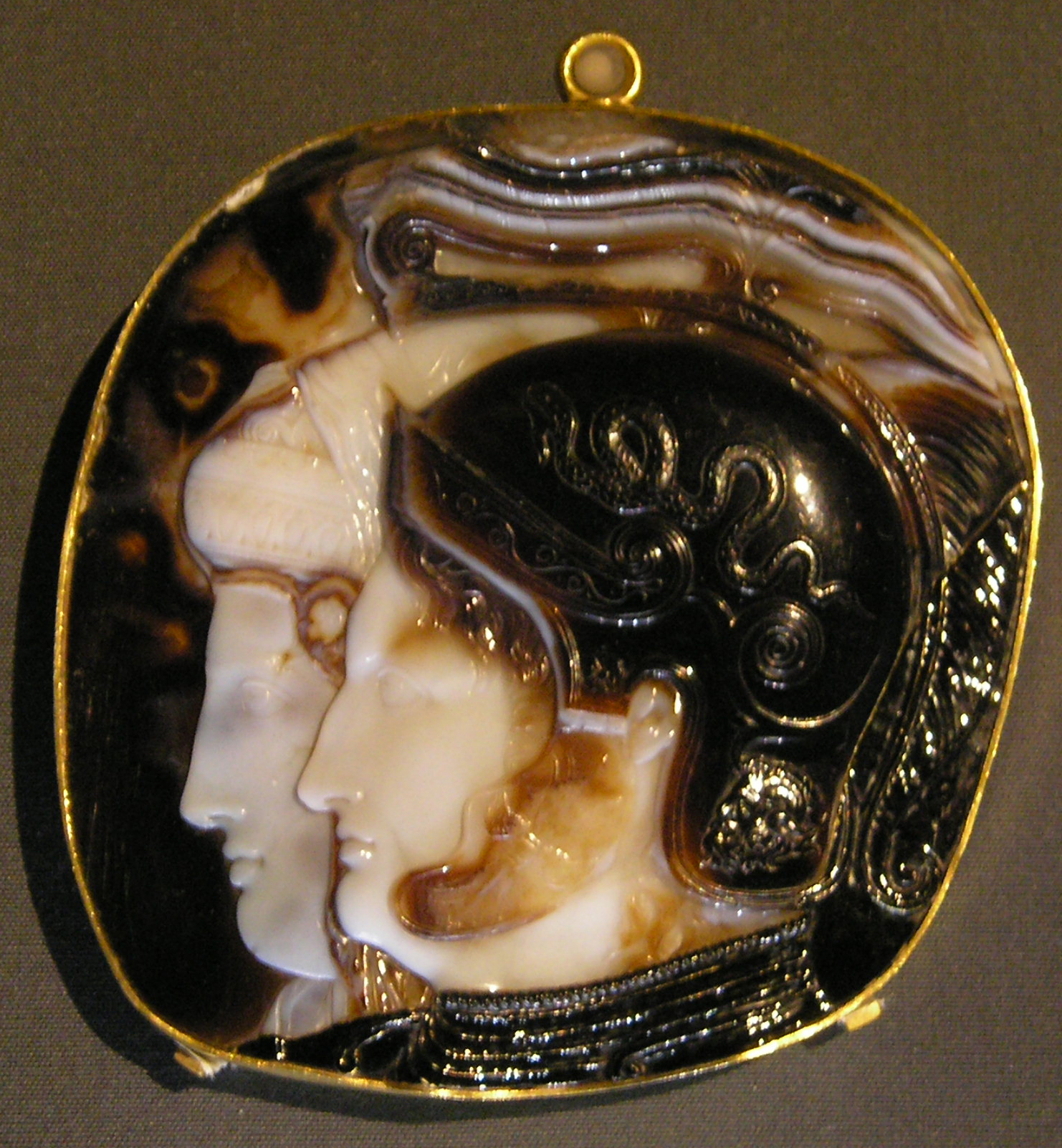
Le camée qui ornait la chasse, volé en 1574, il est récupéré à Mantoue lors du sac de la ville en 1630 par l'armée des Habsbourg puis aujourd'hui au Musée d'Histoire de l'art de Vienne.

Nous avons déjà vu que les pierres précieuses recouvrant la châsse lui donnaient non seulement un aspect précieux, mais entretenaient également des liens étroits avec la sainteté. Nous allons voir à présent que certaines d’entre elles, les camées antiques apportent aussi des éléments à l’authenticité nécessaire aux cultes des reliques.
Le trapèze richement orfévré qui surmonte les trois scènes du pignon central est la partie de la châsse qui possédait les plus beaux et les plus précieux camées. Au centre du trapèze, se trouvait autrefois le célèbre camée dit de Ptolémée qui est aujourd’hui conservé au Kunsthistorischen Museum de Vienne. Ce camée en agate est daté de 278 av. J.-C. Il représente deux profils, probablement celui de Ptolémée II et de sa femme Arsinoé II. Il était flanqué autrefois de deux autres pierres antiques toujours en place : à gauche un camée d’agate (54-59 apr. J.-C.) représentant l’empereur Néron et l’impératrice Agrippine[Laquelle ?] ; à droite, une intaille (vers 75 apr. J.-C.) avec la déesse Vénus et le dieu Mars. D’autres gemmes moins grosses sont placés sur les côtés. On peut notamment reconnaître des héros antiques, des portraits d’empereurs ou encore des danseuses. Il est fort probable que le sens de cette iconographie avait été réinterprété en fonction des besoins chrétiens de l’époque.
Mais, l'ancienneté des pierres avait plus d’importance que l’iconographie. En effet, les rois mages étaient des saints qui avaient vécu durant l'Antiquité en même temps que le Christ. Ces pierres étaient sans doute, pour les hommes du Moyen Âge comme pour nous aujourd’hui, identifiées par leur style comme antiques ou en tout cas comme très anciennes. Leur présence sur le reliquaire attestait ainsi de l’ancienneté des reliques, et donc de leur authenticité.

## Fonction politique
Si le rôle de la châsse de Cologne au sein du culte des rois mages est à présent plus clair, il nous faut aussi nous pencher plus précisément sur le programme iconographique dont nous avons déjà relevé la particularité. Ses études iconographiques ne manquent pas et aboutissent très souvent au même résultat. Le programme est complexe, centré autour du thème de l’Épiphanie et sur les notions plus larges de royauté et de couronnement. En effet le programme iconographique, loin d’entretenir de seuls rapports avec les reliques des saints, est aussi la preuve de la réutilisation politique de cet objet liturgique par différentes personnalités ou institutions allemandes.

### Le rôle politique de la translation des reliques
En premier lieu, il est intéressant de savoir que la translation des reliques des rois mages dans la ville de Cologne est, non seulement un acte religieux, mais aussi un acte politique fort. C’est Rainald von Dassel (vers 1120-1164), archevêque de Cologne et chancelier de Frédéric Barberousse (1152-1190) qui amena dans la ville allemande, en 1164, les restes des rois mages. Ils les avaient obtenus de son roi en 1162, juste après que Fréderic Ier eut envahi Milan. La légende qui entourait ces reliques racontait que Jésus lui-même avait, après l’Adoration, certifié le titre de rois des trois mages. De cette manière, le Sauveur lui-même certifiait le caractère divin de la royauté. Celui qui se trouvait en leur possession recevait à son tour la légitimation de sa souveraineté chrétienne. Il n’est donc pas étonnant que Frédéric qui souhaitait mettre en place une politique de restauration de l’Empire romain chrétien ait fait appel au pouvoir symbolique de ces restes royaux. La notion d’Empire, de Reich, riche de significations et d’ambigüités, comporte une très noble et très haute idée de l’unité du peuple chrétien dont la paix et la puissance sont garanties par une structure impériale. Celle-ci s’étend, en théorie (et cette théorie fut surtout élaborée par les chancelleries de Frédéric Barberousse et de Frédéric II) à l’univers tout entier, le droit particulier de chaque personne, de chaque peuple et de chaque royaume étant garanti par l’universalité même de l’autorité impériale. C’est une conception d’un empire « saint » parce que directement issu de la volonté divine. Certains médiévistes allemands pensent même que la translation des reliques des mages fut un des éléments principaux de cette politique.
Les reliques des rois mages jouèrent aussi un rôle de premier plan dans l’histoire de la ville de Cologne. Tout d’abord, parce que leur translation entraina la création d’un pèlerinage de renommée internationale et de là une économie florissante, mais aussi parce que leur présence dans la ville permettait à l’archevêque de consolider et de sanctifier son droit de sacre du roi allemand. En effet, c'est l’archevêque de Cologne qui, assisté de l’archevêque de Mayence, était chargé de l’acte liturgique du couronnement du roi et plus particulièrement de l’onction royale. Le pouvoir de légitimation et de sanctification des reliques pouvait donc non seulement aider la politique de Barberousse mais également sacraliser le privilège des archevêques de Cologne.
Mais, c'est incontestablement Othon de Brunswick, couronné Otton IV en 1198, qui participa le plus au culte rendu aux rois mages et qui laissa sur le reliquaire de Cologne les traces les plus nettes de la réutilisation politique des reliques. À sa mort, l’empereur Henri VI (fils de Barberousse) laisse à l’Empire un enfant unique, appelé Fréderic, âgé seulement de quelques mois. L’idée d’une minorité de plus de dix ans parut intolérable à tous. Tandis que la domination allemande s’écroulait en Italie, une partie des princes germaniques se rallia au frère du défunt empereur, Philippe de Souabe. L’autre partie, décidée à rompre avec la tendance à l’hérédité du trône, choisit comme roi un grand du royaume, Otton IV, qui, par sa mère, était neveu des rois d’Angleterre (Richard Cœur de Lion et Jean sans Terre). Après une période de rivalité entre les deux prétendants au trône, Philippe de Souabe fut assassiné en 1208 par un des proches d’Otton IV, laissant à ce dernier l’Empire allemand. Otton IV avait été élu roi à Cologne et couronné à Aix-la-Chapelle le 12 juillet 1198. Il fut plus tard couronné empereur à Saint-Pierre de Rome le 4 octobre 1209 par le pape Innocent III. Il tenta tout au long de son règne de légitimer sa couronne obtenue peu scrupuleusement. Son association aux reliques des rois mages est sans doute une conséquence de cette quête de légitimité.

### Le programme iconographique
Pour ces hauts dignitaires politiques, le plus grand intérêt des reliques des rois mages était donc la légitimité divine qu’elle leur conférait. Il n’est alors pas étonnant que l’iconographie hagiographique retentisse dans le programme de la châsse avec moins d’intensité que les thèmes de la royauté et du couronnement. Ces derniers sont présents sur l’ensemble de la châsse et en particulier sur le pignon central. Nous n’allons pas décrire en détail les nombreuses significations théologiques de ce programme, mais simplement en donner les grandes lignes afin de prouver que l’iconographie de cet objet ne sert pas seulement des fins religieuses, mais également politiques.
C’est le successeur du translateur des reliques, Philippe Iᵉʳ de Heinsberg, qui est à l’origine de la commande du reliquaire passé à Nicolas de Verdun vers 1181. C’est sans doute ce dernier qui a créé les plans primitifs de la châsse, mais il n’est pas à l’origine de l’ensemble de la réalisation. Les spécialistes s’accordent sur le fait que ce célèbre orfèvre a seulement créé les figures d’apôtres et de prophètes placées sur les côtés de la châsse. La présence au milieu d’elles du roi David et du roi Salomon n’est pas due au hasard puisque ces deux rois sont de multiples fois cités (960 fois) dans les oraisons et prières des couronnements royaux et qu’ils sont également représentés sur la couronne qui fut utilisée pour le couronnement d’Othon I en 962.
Le plan primitif de Nicolas de Verdun a certainement été plus ou moins respecté, mais en 1200, le pignon principal fut modifié sous l’influence d’Othon IV qui avait offert aux reliques l’ensemble des matériaux nécessaires à l’achèvement du reliquaire. Il marqua son dévouement aux reliques des rois mages en s’incrustant pour l’éternité dans le pignon principal de la châsse. Il est représenté comme quatrième roi dans la scène de l’Adoration située dans le registre inférieur. Une inscription au-dessus de lui l’identifie : OTTO REX  . Barbu, sans couronne et vêtu d’une ample tunique, il est représenté plus petit que les mages. Il tient dans ses mains une boite en or qui a sans doute été remplacée à l’époque baroque. Sa présence dans cette scène religieuse a été interprétée de manières différentes. L’objet dont il s’apprête à faire don peut faire référence à ses propres offrandes aux reliques. En effet, il leur avait non seulement offert des matériaux précieux mais également trois couronnes qui furent placées sur les crânes des mages le jour de l’Épiphanie de l’année 1200. Une autre interprétation voudrait que, de cette manière, l’empereur Othon IV place son propre couronnement sous la protection de la vierge Marie et sous la figure du Christ du Jugement dernier placé dans le registre supérieur. En effet, ce geste d’offrande pourrait également symboliser les propres gestes liturgiques effectués lors de son couronnement à Aix-la-Chapelle. De cette manière, Othon IV légitime son trône en le plaçant sous protection et donc volonté divine.
Dans ce contexte, la scène du baptême du Christ située à la gauche de la Vierge Marie peut avoir une signification supplémentaire. Durant les messes de couronnement, il n’était pas rare qu’une association soit faite entre la descente de l’Esprit Saint sur le roi et son apparition lors du baptême du Christ. Placé dans ce programme iconographique, le baptême devient un élément de cette symbolique royale et est de nouveau un rappel du caractère sacré de la royauté.
Le même thème est présent dans le registre supérieur où le Christ du Jugement porte le Livre dans sa main gauche et fait de la main droite le geste du Jugement. Il est encadré par deux anges offrant de la vaisselle liturgique et une couronne. Comme l’a déjà étudié L. V. Ciresi, aucune référence directe du Canon n'explique pas l’offrande de cette couronne. Mais, la tradition médiévale du aurum coronarium, dans laquelle un ange offre au Christ une couronne, est commune. Une autre tradition consistant à suspendre une couronne votive au-dessus d’un autel est également fréquente au Moyen Âge. Dans le cas de la châsse des rois mages, le donateur est Othon IV et la couronne offerte est peut-être la sienne, ce qui expliquerait qu’il ne soit pas représenté couronné dans la scène de l’Adoration. La présence à cet endroit de cette couronne monterait que les insignes royales d’Othon IV lui ont été accordées par le Christ. De cette manière, un parallèle est construit entre Othon IV et les rois mages dont les royautés ont toutes les deux été placées sous la protection de Dieu.
D’autres éléments de cette châsse comportent une iconographie faisant référence à cette liturgie du couronnement royal ; il s’agit des deux camées du trapèze amovible. En effet, ils représentent tous les deux le triomphe d’un personnage assis, couronné par un second debout. Dans le cas de l’iconographie de Venus et Mars, c’est aux pieds de la déesse que s’agenouille le dieu, pendant qu’un petit être ailé la couronne d’une tresse de laurier. Le symbolisme du laurier peut s’apparenter à celui du diadème. Dans le second camée, c'est une couronne identique qu’Agrippa élève au-dessus de son mari assis. La réutilisation de ces deux pierres n’est donc pas seulement due à une volonté de rappeler les origines antiques des reliques mais fait aussi partie du thème iconographique du couronnement. Le thème du triomphe antique possède par bien des aspects des similitudes avec le celui de l’aurum coronarium médiéval et ceci n’a pas dû passer inaperçu aux créateurs de la châsse.
Quand on sait que bien des penseurs médiévaux étaient convaincus qu’ils étaient eux-mêmes citoyens de l’illustre Empire fondé par Auguste et que toute la politique allemande entre Frédéric Barberousse et Frédéric II visait à sa restauration, l’ensemble des camées de la châsse est porteur de sens. Par eux, l’ancien Empire romain, si cher aux hommes politiques de l'époque, était symbolisé sur la châsse et une continuité était créée entre les deux époques.

## Conclusion
La châsse de Cologne, et en particulier le pignon principal modifié par Otton IV, possède une iconographie riche qui est un constant rappel du caractère sacré des reliques comme de la souveraineté. La châsse en elle-même est donc une représentation visuelle de la sainteté mais peut également s’interpréter (et sans que cela s’oppose) comme la représentation du royaume terrestre d’Othon, soit l’Empire romain allemand qui a réuni tous les empires de la chrétienté sous un même « toit ». De plus, l’iconographie de la châsse est un constant rappel de la volonté d’Otton IV d’insister sur le caractère divin de son couronnement et de légitimer ainsi son accès au trône. Peut-être peut-on y voir aussi, ses futures ambitions étant donné qui n’était pas encore couronné empereur romain par le pape lorsque la châsse fut terminée.
La châsse de Cologne a donc clairement ici été employée comme un média servant à la propagande du futur empereur. C’est à travers le reliquaire qu’Otton IV faisait passer son message politique. Le choix de cet objet est judicieux au vu de la renommée internationale du pèlerinage de Cologne et de la vénération du reliquaire par des milliers de pèlerins. Maintenant, il serait intéressant de savoir dans quelle mesure les fidèles venus adorer les reliques percevaient ce message politique inscrit dans l’iconographie religieuse. En effet, avaient-ils la capacité (et la volonté ?) de décrypter ce message politique relativement caché alors qu’ils venaient avant tout pour les bienfaits miraculeux de la relique ? Ce message ne s’adressait-il pas qu’à une seule catégorie de fidèles, celle de la classe dirigeante et cultivée du pays ? Nous pouvons ainsi penser que ce reliquaire n’a pas véritablement plusieurs rôles préalablement définis, mais des rôles changeants intrinsèquement suivant le spectateur.